# Hércules (constelación)
Hércules, o Hercules en latín, es la quinta en tamaño de las 88 constelaciones modernas. También era una de las 48 constelaciones de Ptolomeo. Para los antiguos griegos esta constelación era conocida como el Arrodillado (Εγγόνασιν, Engónasin). Recibe su nombre del héroe mitológico Hércules para los romanos y Heracles para los griegos.

## Características destacables

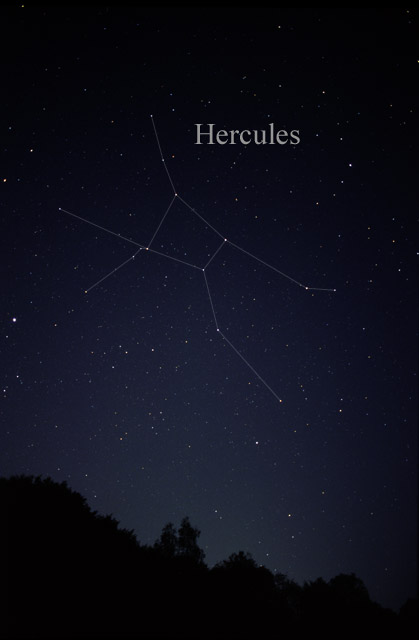
Constelación de Hércules

Hércules no tiene estrellas de primera magnitud, siendo la más brillante β Herculis (Kornephoros), una gigante amarilla de tipo espectral G7IIIa y magnitud 2,78. Tiene una temperatura efctiva de 4887 K y un radio 17 veces más grane que el del Sol.
ζ Herculis, segunda estrella más brillante en la constelación, se encuentra a 35 años luz del sistema solar y es una estrella binaria constituida por una subgigante amarilla de tipo G0IV y una enana amarilla G7V más fría que el Sol. El período orbital de este sistema es de 34,45 años.
Le sigue en brillo δ Herculis, denominada Sarin, subgigante blanca de tipo A1Vn que tiene una compañera que solo ha podido ser resuelta por interferometría.
π Herculis es una gigante naranja luminosa —a veces clasificada como supergigante— de tipo espectral K3II y 4170 K de temperatura.
Rasalgethi, pese a ostentar la denominación de Bayer alfa, es solo la quinta estrella más brillante de Hércules. Es un complejo sistema estelar cuya componente principal es una fría gigante luminosa roja de tipo M5Ib-II y 3280 K de temperatura cuyo radio es 284 veces más grande que el radio solar.
μ Herculis es otro sistema estelar relativamente próximo a la Tierra, pues se encuentra a 27,4 años luz. La estrella primaria es una subgigante amarilla 2,7 veces más luminosa que el Sol acompañada por una binaria formada por dos enanas rojas.
η Herculis es una gigante amarilla de tipo G7III y 5009 K de temperatura que tiene un contenido metálico igual al 60 % del solar; θ Herculis es una gigante luminosa algo más fría —4298 K— 87 veces más grande que el Sol.
De características muy distintas es φ Herculis, una binaria espectroscópica cuya componente principal —una estrella blanco-azulada de la secuencia principal de tipo espectral B9VspHgMn— es una de las estrellas de mercurio-manganeso más estudiadas. Su contenido de mercurio es unas 50 000 veces más elevado que en el Sol.
Otra estrella químicamente peculiar es ω Herculis, oficialmente llamada Cujam; de tipo espectral A2VpCrSr, tiene una temperatura de 8750 K y una luminosidad 55 veces superior a la del Sol.
Entre las variables existentes en la constelación, g Herculis es una gigante roja de tipo M6-III, variable semirregular de tipo SRB, envuelta en una capa de polvo circunestelar que parece estar compuesta principalmente de óxidos de hierro, magnesio y aluminio, en lugar de silicatos. En su interior tiene lugar la fusión de helio, ya que se encuentra en el estadio evolutivo conocido como rama asintótica gigante.

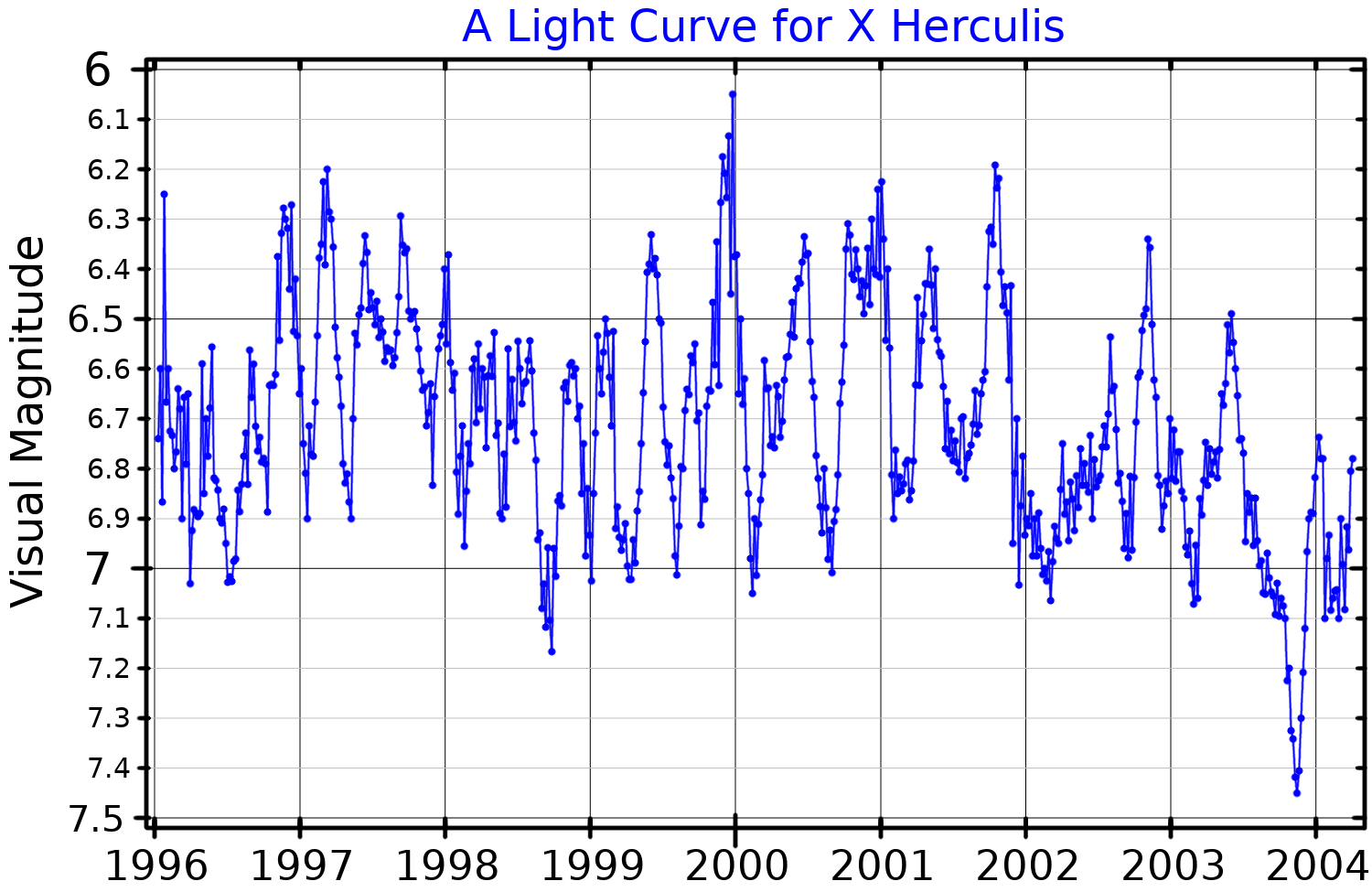
Curva de luz de la variable X Herculis a partir de datos de AAVSO

X Herculis es otra gigante roja extrema en las etapas finales de su vida, que en un futuro no muy lejano se desprenderá de sus capas externas y se transformará en una enana blanca. Está rodeada por una estructura en forma de disco detectada en radiofrecuencias.
R Herculis y RU Herculis son variables Mira cuyos respectivos períodos son de 240 y 485 días; el segundo de ellos es uno de los períodos más largos en esta clase de variables.
Por el contrario, AM Herculis es el prototipo de una clase única de variables cataclísmicas, llamadas «polares», en las que el campo magnético de la estrella primaria —una enana blanca— domina completamente el flujo de acreción del sistema.
Hércules cuenta con varias estrellas con sistemas planetarios. 14 Herculis es una enana naranja a 59,2 años luz con dos planetas extrasolares.
Hunor, nombre oficial de HD 147506, es una estrella de tipo F8V que tiene un planeta detectado por tránsito astronómico cuya separación respecto a ella es inferior a 0,07 ua.
HD 154345 (Gliese 651) es una enana amarilla con un planeta de masa equivalente al 95 % de la masa de Júpiter; se mueve en una órbita a 4,19 ua de la estrella, siendo su período orbital de aproximadamente 9 años.
HD 155358 es una estrella amarilla del disco grueso, de metalicidad muy baja, que tiene dos planetas que interactúan gravitacionalmente.
En torno a otra enana amarilla en Hércules, HD 164922, se han detectado cuatro planetas: uno de ellos es una «supertierra» caliente, ya que la distancia que la separa de su estrella es un 10 % de la que hay entre la Tierra y el Sol.
Asimismo, Gliese 649 y Gliese 686 son dos enanas rojas con exoplanetas; Gliese 649 b puede tener una masa similar a la de Saturno, completando una órbita alrededor de la estrella cada 598 días.
Por último, TrES-4b es un distante exoplaneta ligeramente menos masivo que Júpiter pero con un diámetro un 79,9 % más grande que este; en el momento de su descubrimiento (2006) era el planeta más grande conocido, siendo su densidad promedio de solo 0,33 g/cm3.
En esta constelación se localiza BD+17 3248, una de las estrellas más antiguas que se conocen con una edad estimada de más de 13 400 millones de años. Es una estrella de población II del halo galáctico muy empobrecida en metales. Pertenece a la subclase de estrellas enriquecidas por captura neutrónica (proceso r).
Otro objeto de interés es GD 362, enana blanca con una elevada concentración de metales pesados en su atmósfera que parecen proceder de un anillo de polvo que rodea a la estrella. Se ha especulado que el disco de polvo y los elementos pesados pueden haberse originado por la desintegración por fuerzas de marea de un asteroide de unos 200 km de diámetro hace entre 100 000 y un millón de años.
También en Hércules se localiza la enana blanca ultramasiva WD 1658+440. Con una masa de 1,33 masas solares, es la enana blanca más masiva en las cercanías del sistema solar. Posee una elevada temperatura de 30 510 K, estimándose su tiempo de enfriamiento en 320 millones de años. Es también una importante fuente de rayos X que parecen proceder de una atmósfera homogénea de hidrógeno puro.

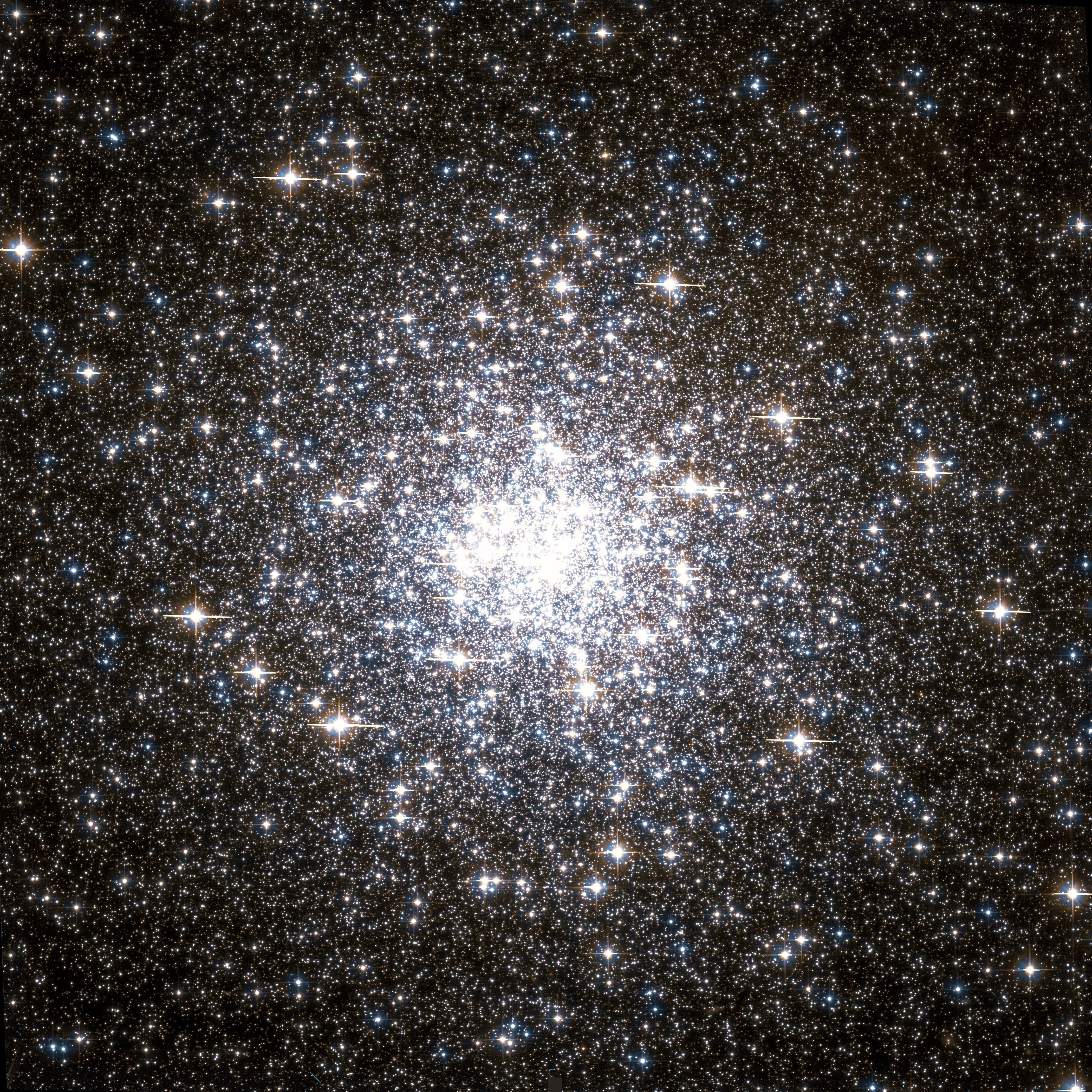
Imagen de M92 obtenida con el telescopio Hubble

En Hércules se localizan dos cúmulos globulares de importancia, M13 y M92.
M13 fue descubierto por Edmond Halley en 1714 y catalogado por Charles Messier en 1764. Consta de 300 000 estrellas y se halla a 25 100 años luz de la Tierra.
Tiene una edad de 12 500 millones de años aproximadamente y se piensa que tiene su origen en los restos de una galaxia primigenia (denominada Gaia-Enceladus) que se fusionó con nuestra Vía Láctea durante sus primeras etapas de formación.
Por su parte, M92 se encuentra a 26 700 años luz y tiene una edad de 11 000 millones de años. Al igual que otros cúmulos globulares, muestra una muy baja metalicidad ([Fe/H] = 2,32), equivalente al 0,5 % de la solar.
Hércules contiene dos nebulosas planetarias, NGC 6210 y Abell 39. La primera se encuentra a 5120 años luz y su estrella central tiene una temperatura efectiva entre 50 000 y 69 000 K. La segunda, muy tenue, tiene una forma esférica casi perfecta y en su centro se encuentra una enana blanca de tipo espectral DAO cuya temperatura es de casi 120 000 K.

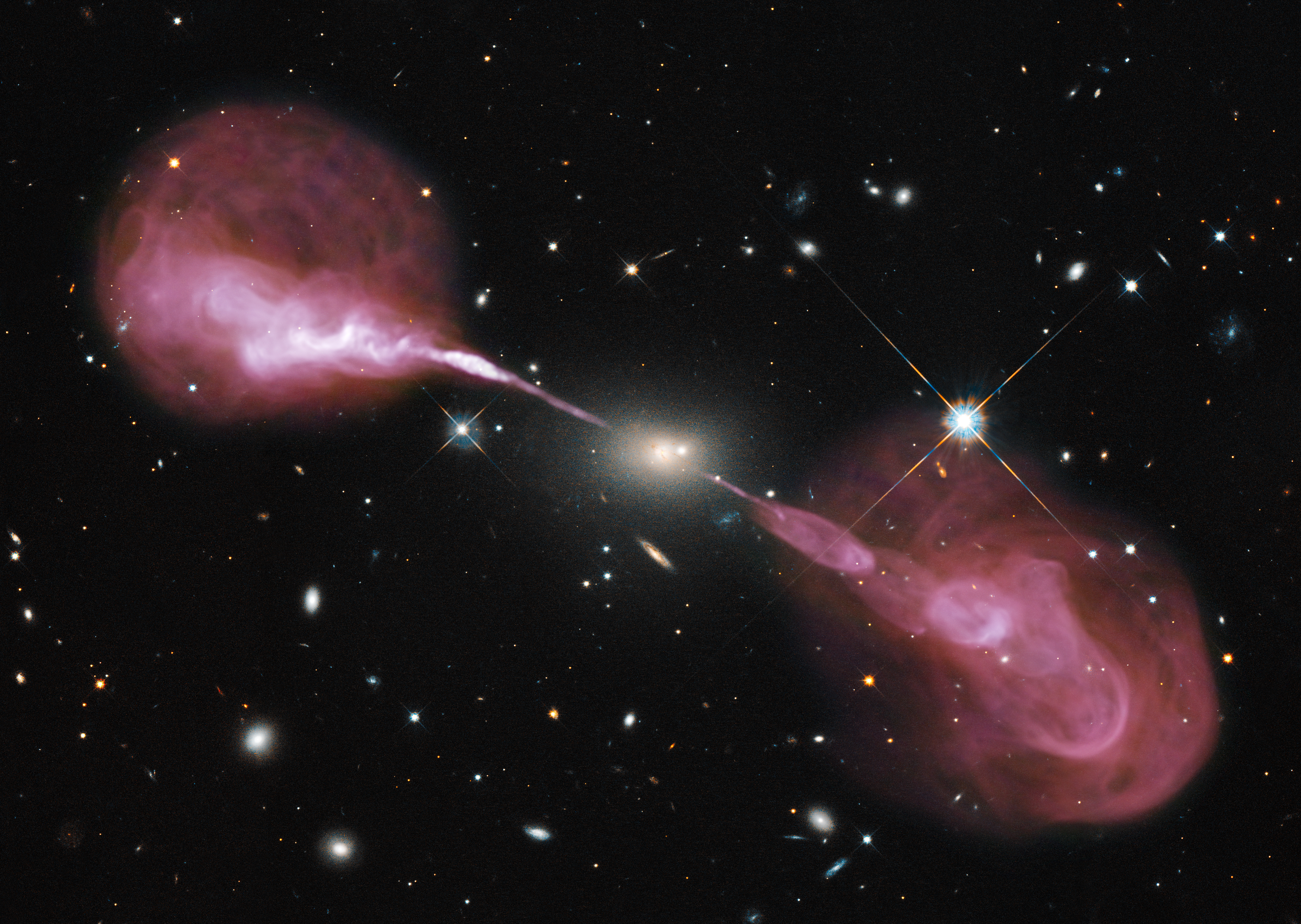
Imagen superpuesta en luz visible (Hubble) y radiofrecuencias (VLA) de Hércules A

En esta constelación se encuentra NGC 6207, galaxia espiral descubierta por William Herschel en 1787. NGC 6166 es una galaxia elíptica que forma parte del cúmulo de galaxias Abell 2199; se encuentra a 490 millones de años luz de distancia, es la galaxia principal del cúmulo y una de las galaxias más luminosas conocidas en términos de emisión de rayos X.
Otra galaxia en esta constelación, 3C 348, alberga uno de los agujeros negros centrales de mayor masa que se conocen,  así como la brillante radiofuente Hércules A.
En Hércules se sitúa una parte de la Gran Muralla de Hércules-Corona Boreal, superestructura gigante de galaxias considerada la estructura más grande del universo observable, con una longitud aproximada de 10 mil millones de años luz. Está a un corrimiento al rojo de 1,6 a 2,1, lo que corresponde a una distancia de unos 1010 años luz.
Por otra parte, el ápex solar (punto del cielo que indica la dirección hacia la que se mueve el Sol en su órbita alrededor del centro de la galaxia) se encuentra en Hércules, cerca de ξ Herculis.

## Estrellas principales

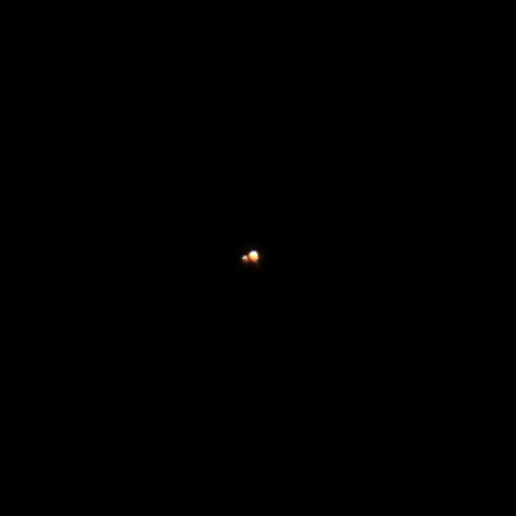
Componentes A y B de Alfa Herculis resueltas con un pequeño telescopio (separación angular de 4,64 en 2020)

- α Herculis (Ras Algethi o Rasalgethi), de magnitud 3,31, es un sistema estelar quíntuple, cuya estrella principal es una gigante roja variable.
- β Herculis (Kornephoros o Korneforos), la más brillante de la constelación con magnitud 2,78, una estrella gigante amarilla.
- γ Herculis, gigante blanca de magnitud 3,74. Es una binaria espectroscópica con un período orbital de 11,9 días.
- δ Herculis (Sarin), estrella blanca de magnitud 3,12; es una estrella binaria cuyas componentes han sido resueltas por interferometría.
- ε Herculis, binaria espectroscópica de magnitud 3,91.
- ζ Herculis (Ruticulus), la segunda más brillante de la constelación con magnitud 2,89, estrella doble formada por dos estrellas amarillas de desigual brillo.
- η Herculis, gigante amarilla de magnitud 3,49.
- θ Herculis, gigante luminosa naranja de magnitud 3,85.
- ι Herculis, subgigante azul de magnitud 3,79; tres estrellas más completan este sistema estelar cuádruple.
- κ Herculis A y κ Herculis B, dos gigantes que forman una doble óptica.
- λ Herculis (Maasym), gigante naranja de magnitud 4,40.
- μ Herculis, sistema estelar cercano que dista del sistema solar 27,4 años luz. La estrella principal es una subgigante amarilla acompañada de dos enanas rojas; una cuarta estrella podría completar el sistema.
- π Herculis, gigante naranja de magnitud 3,16.

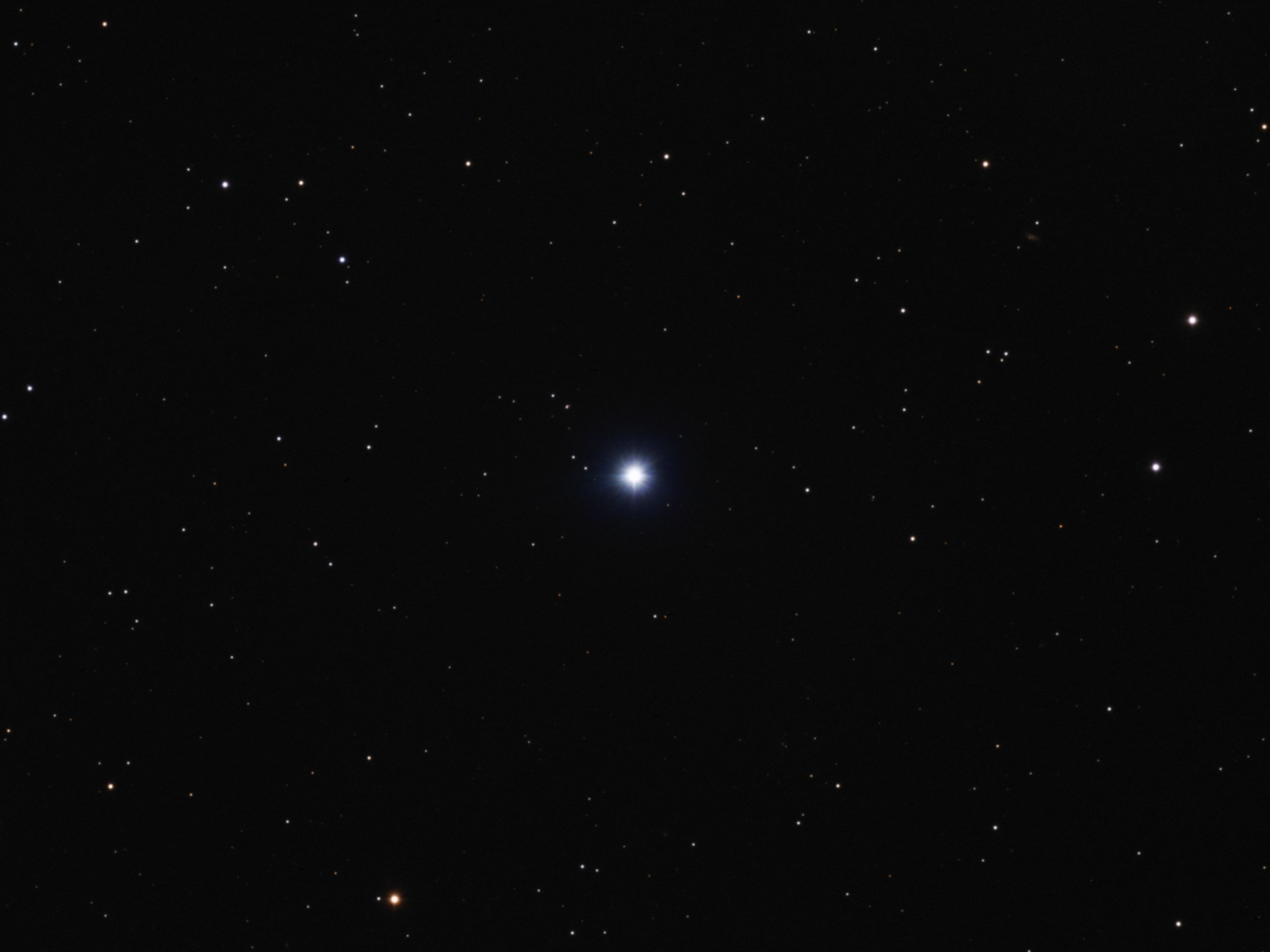
φ Herculis, estrella de mercurio-manganeso distante 204 años luz

- ρ Herculis, estrella doble cuyas componentes, separadas 4 segundos de arco, brillan con magnitud 4,56 y 5,42.
- σ Herculis, binaria cuya componente principal es una estrella blanco-azulada con un disco de polvo.
- φ Herculis, binaria espectroscópica de magnitud 4,23; su componente principal es una de las estrellas de mercurio-manganeso más estudiadas.
- χ Herculis, enana amarilla de baja metalicidad que se encuentra a 52 años luz de distancia.
- ω Herculis (Cujam o Kajam), estrella químicamente peculiar de magnitud 4,57.
- 8 Herculis, estrella blanca de magnitud 6,13 que forma una doble óptica con Kappa Herculis —separación 0,2.º—.
- 14 Herculis, enana naranja a 59,2 años luz con un planeta gigante alrededor. En 2006 se descubrió un segundo compañero.
- 30 Herculis (g Herculis), gigante roja y variable semirregular cuyo brillo oscila entre magnitud 4,3 y 6,3 en un ciclo de 89,2 días.
- 53 Herculis, estrella de magnitud 5,34 rodeada por un disco de polvo.
- 50 Herculis, estrella de magnitud 5,72. Se encuentra a una distancia de 283,28 parsec.
- 68 Herculis (u Herculis), binaria eclipsante en donde existe transferencia de masa desde la secundaria hacia la primaria.
- 72 Herculis (w Herculis), enana amarilla similar al Sol a 47 años luz de distancia.

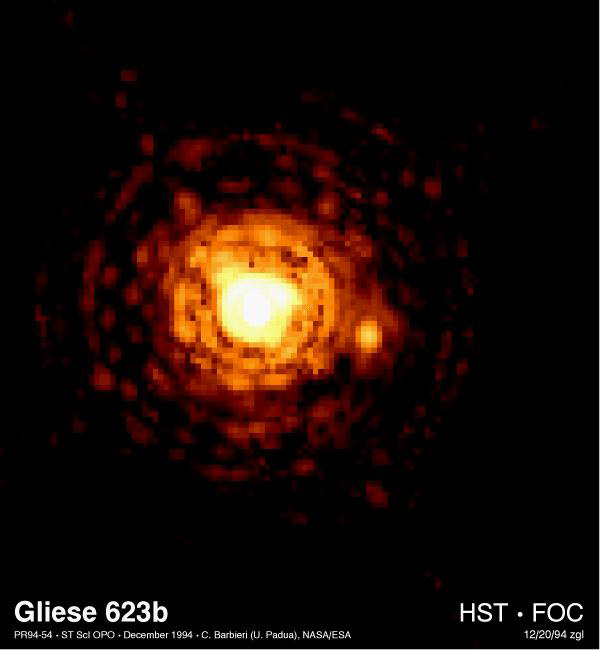
Imagen del sistema Gliese 623 obtenida con el Telescopio espacial Hubble; Gliese 623 B está a la derecha del centro.

- 89 Herculis, supergigante amarilla en las etapas finales de su evolución estelar.
- 95 Herculis, estrella binaria compuesta por una gigante blanca y una gigante amarilla separadas 6,3 segundos de arco.
- 99 Herculis, binaria de baja metalicidad cuya primaria es una enana amarilla de magnitud 5,20.
- 101 Herculis, gigante blanca de magnitud 5,11.
- 109 Herculis, gigante naranja de magnitud 3,84, la duodécima estrella más brillante de la constelación.
- 110 Herculis, estrella blanco-amarilla de magnitud 4,20.
- 111 Herculis, estrella blanca de magnitud 4,35.
- X Herculis, variable pulsante semirregular cuyo brillo varía entre magnitud 6 y 7 en un período de 95 días.
- SZ Herculis y FN Herculis, binarias eclipsantes de magnitud 9,94 y 11,08 respectivamente.
- UX Herculis, binaria eclipsante de magnitud 9,05; durante el eclipse principal su brillo disminuye 1,16 magnitudes.
- OP Herculis, gigante luminosa roja variable entre magnitud 5,85 y 6,73.
- HD 147506, subgigante amarilla en donde se ha detectado un planeta masivo (HAT-P-2b) en una órbita excéntrica cercana a la estrella.
- HD 149026, enana amarilla con un planeta cuya masa es similar a la de Saturno.
- HD 154345, también una enana amarilla a 58,91 años luz con un planeta extrasolar.
- HD 155358, estrella de baja metalicidad con dos planetas que interactúan gravitacionalmente.
- HD 164922, enana amarilla con cuatro planetas.
- Gliese 623, estrella binaria compuesta por dos enanas rojas.
- Gliese 686 y Gliese 649, enanas rojas a 26,5 y 33,7 años luz respectivamente; en ambas estrellas se ha detectado un planeta.
- Gliese 638 y HR 6806, enanas naranjas situadas respectivamente a 31,9 y 36,2 años luz de distancia de la Tierra.
- GD 362, enana blanca con un anillo similar a los de Saturno.

## Objetos del espacio profundo

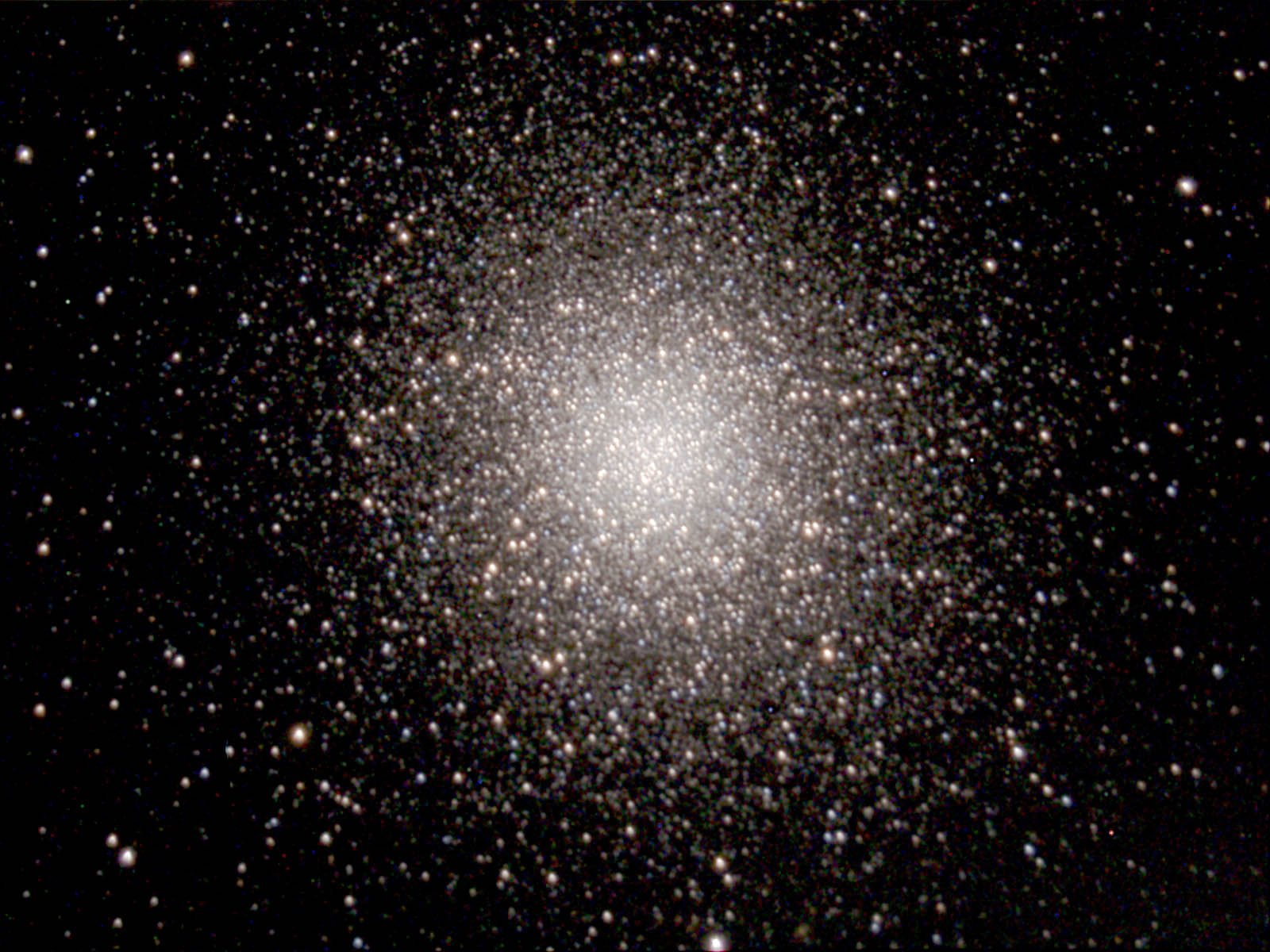
El espectacular cúmulo globular M13

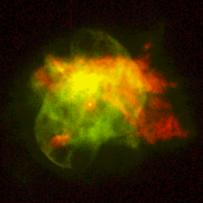
Imagen del centro de NGC 6210 obtenida con el telescopio espacial Hubble.Créditos: HST/NASA/ESA.

- M13 (NGC 6205 o Gran Cúmulo de Hércules), el cúmulo globular más brillante del hemisferio norte. Situado entre ζ Herculis y η Herculis, su magnitud visual conjunta es 5,80. Las estrellas variables de M13, bastante próximo a la Tierra a unos 25.100 años luz, pueden ser observadas con telescopios de aficionado —20 a 30 cm— equipados con cámaras CCD.
- M92, también un magnífico cúmulo globular de magnitud 6,5, se localiza a 6º20' al norte de π Herculis. Posee una metalicidad extraordinariamente baja, aproximadamente el 0,5 % de la solar.
- NGC 6210, nebulosa planetaria situada 4.º al noreste de Kornephoros (β Herculis). Imágenes obtenidas con el telescopio espacial Hubble permiten observar chorros de gas caliente que fluyen a través de aberturas en una cubierta gaseosa más antigua y fría.[48]
- Abell 39, nebulosa planetaria con una forma esférica casi perfecta. Se encuentra a 7000 años luz de distancia.[49]
- NGC 6166, galaxia elíptica supermasiva de tipo CD, la más brillante del rico cúmulo de galaxias Abell 2199.
- NGC 6181, galaxia espiral al sur de Kornephoros (β Herculis).
- NGC 6207, también galaxia espiral ubicada 30' al noreste de M13.
- NGC 6482, galaxia elíptica de magnitud 11,9.
- 3C 348, galaxia elíptica gigante con la brillante radiofuente Hércules A. El agujero negro central de esta galaxia es 1000 veces más masivo que el de la Vía Láctea.
- Cúmulo de galaxias Abell 2199, que muestra signos de fusiones y/o colisiones entre galaxias.

## Mitología

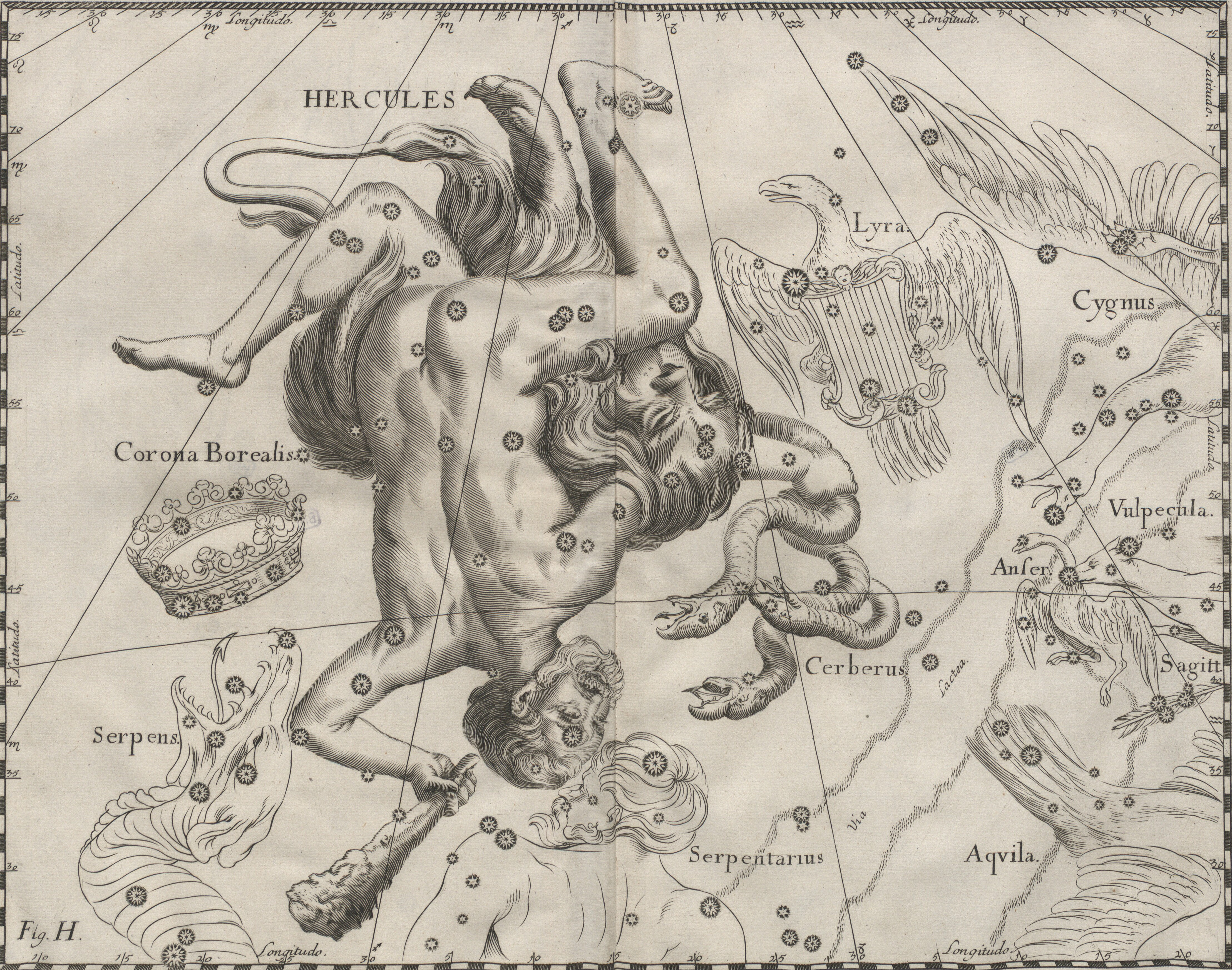
Imagen de Hércules o Heracles.

En la mitología griega el catasterismo del Arrodillado cuenta con hasta nueve variantes. La primera versión dice que se trata de Heracles levantando su clava contra la Serpiente, que no es otra que el dragón de las Hespérides. La estrella del pie izquierdo descansa sobre la cabeza del dragón. En la segunda versión se dice que Heracles fue atacado por los ligures cuando regresaba con el ganado de Gerión. Tras disparar a muchos de ellos se quedó sin flechas y resultó herido pero Zeus acudió en su ayuda lanzando una enorme cantidad de piedras desde el cielo. Heracles permanece entonces arrodillado para coger las piedras que luego arrojará contra sus enemigos. Estas piedras aún cubren la llanura situada entre Marsella y la desembocadura del Ródano. La tercera versión nos habla de un joven Teseo que intenta recuperar las muestras de paternidad que su padre Egeo le había dejado en Trecén; Teseo se encuentra arrodillado intentanto elevar una roca. La cuarta versión nos habla de Támiris, que fue cegado por las Musas después de haber sido derrotado por ellas en un concurso de canto, y se muestra arrodillado en actitud de suplicante. La quinta versión se refiere a Orfeo, que fue asesinado por las mujeres de Tracia. Parece que está arrodillado como un suplicante, o que simplemente se hunde de rodillas bajo la fuerza del ataque. Se debe, pues, a la proximidad con la Lira, el instrumento usado por el aedo. La sexta versión nos habla de Prometeo, atado y arrodillado en el Cáucaso mientras sufre su castigo por el robo del fuego; en este caso la vecina Corona Borealis representa su corona. La séptima versión dice que se trata de Ixión, que gira eternamente por los cielos en una rueda, que es representada por Corona Borealis, como castigo por haber intentado seducir a Hera. La octava versión nos habla de Tántalo y su castigo eterno. En la novena y última versión se dice que se trata de Ceteo, hijo de Licaón y padre de Megisto (también conocida como Calisto). Ceteo se sintió tan afligido cuando su hija se convirtió en una osa (Osa Mayor) que se arrodilló y levantó los brazos al cielo para rogar que se la devolvieran.